# Alböke kyrka
Alböke kyrka är en kyrkobyggnad i Alböke socken och Föra-Alböke-Löts församling på Öland. Den ligger 1,5 mil nordöst om Borgholm och tillhör Växjö stift. 

## Historik
Den första kyrkan i Alböke, troligtvis en träkyrka, kom till på 1000-talet. Den första stenkyrkan uppfördes förmodligen under tidigt 1100-tal. Rester av stenkyrkan kan ännu skönjas runt nuvarande kyrka.
Den medeltida stenkyrkan bestod av långhus, smalare kor med absid i öster och torn i väster. Murarna var sannolikt oputsade och taket spånklätt. Fönstren var små och i romansk stil. Takstolarna i långhuset och koret var helt bara, medan korabsiden och tornets bottenvåning troligen haft stenvalv. Den här kyrkan var enbart byggd för gudstjänstbruk. 
I början av 1200-talet skedde en ombyggnad och kyrkans murar förstärktes. Även i öster, över koret, uppfördes ett torn. Långhusmurarna och västtornet höjdes och ovanför gudstjänstrummet inreddes ytterligare en våning. Antagligen var det nu som också en hög försvarsmur uppfördes runt kyrkan. Alböke kyrka blev en försvarskyrka av klövsadeltyp, en fästning, där man både kunde höra Guds ord och söka skydd i orostider. Hur den medeltida kyrkan såg ut framgår av en teckning från 1634 av Johannes Haquini Rhezelius.Senare avbildades den också av Löfgren och Ahlqvist samt av Nils Månsson Mandelgren.
Nuvarande kyrka i Alböke byggdes under åren 1859-1862. Arkitekt var Albert Törnqvist och byggmästare Peter Isberg, Algutsrum.Invigningen förrättades den 20 september 1863 av prosten Abraham Lindwall.
Märkligt nog uppfördes den nya kyrkan vinkelrätt i förhållande till den gamla och är den enda kyrkan på Öland med nord-sydlig orientering. Den lilla klövsadelkyrkan fick stå kvar några år och fungera som ett slags förhall till den nya salkyrkan och inrymde därvid trappan upp till läktaren i nya kyrkan. Detta är alltså förklaringen till dess orientering i norr-söder. Murarna är gjorda i kalksten; stenen togs från bergsbrotten på alvaret men också den gamla kyrkogårdsmuren utnyttjades till byggnadsmaterial.
Då Nils Månsson Mandelgren 1875 åter besökte Alböke, konstaterade han besviket att allt var förstört.
Under åren som följt har kyrkan genomgått flera renoveringar; vid de senaste har man försiktigt försökt återskapa kyrkorummets ursprungliga färger. Någon gång under 1920-talet hämtades den medeltida dopfunten in från kyrkogården.

## Kyrkobyggnad
Alböke nuvarande kyrka består av ett rektangulärt kyrkorum med kor och utbyggd sakristia i norr och torn vid södra gaveln.  Den nuvarande kyrkans nord-sydliga orientering sammanhänger med att den byggdes i vinkel mot den äldre kyrkobyggnaden, som under en tid fick stå kvar som förhall, innan den slutligen revs, för att lämna plats åt det nya tornet i söder. Rester av de gamla grundmurarna ligger kvar under markytan.
Tornet kröns av en åttkantig lanternin med en kort spira; övriga byggnadskroppar är täckta med sadeltak. De vitputsade murarna genombryts av rundbågiga fönster. Det välbevarade kyrkorummet är täckt med trätunnvalv. Mycket av inredningen är övertagen från den medeltida kyrkan, så exempelvis predikstol och altaruppsats i bygderokoko från 1790-talet. I altaruppsatsen har medeltida skulpturer återanvänts, delvis i omgjord form. Bland de medeltida inventarierna märks den gotländska dopfunten från tidigt 1200-tal av anonymmästaren Globus.

## Inredning och inventarier

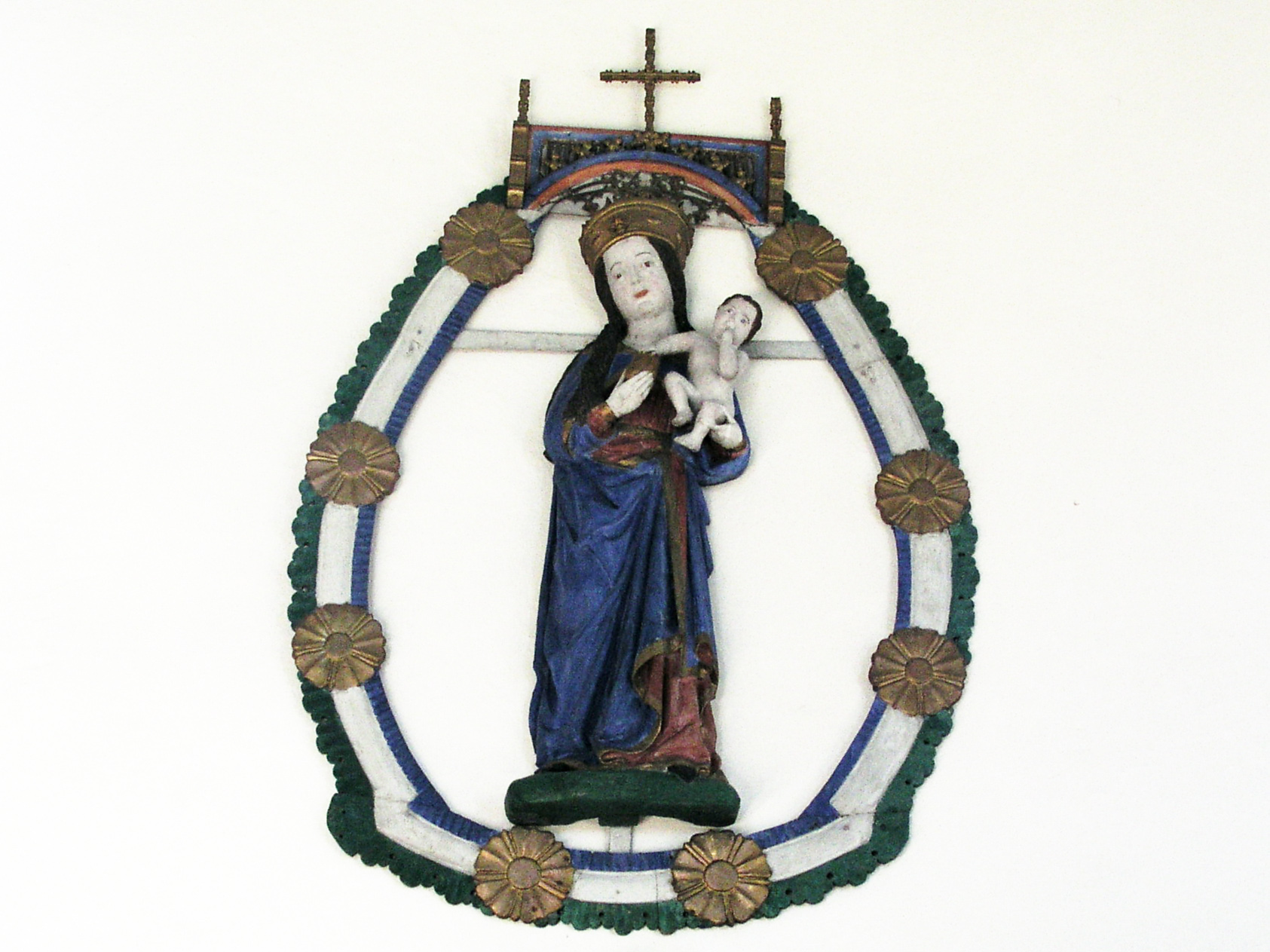
Madonnabild 1400-talet

- Dopfunt, till höger i koret, en av kyrkans verkliga dyrgripar, från tidigt 1200-tal. Den har sju arkadbågar med figurer i låg relief.
- Altaruppsats av Anders Georg Wadsten och Zacharias Brun från 1794, innehållande bl.a. två träskulpturer, Moses med lagens tavlor samt Evangelisten Johannes. De tvenne skulpturerna kommer från ett medeltida altarskåp tillverkat i slutet av 1400-talet. I mitten en målning, Kristus i Getsemane. I ramverket över målningen en liten knäböjande ängel, vars ursprung troligen är från slutet av 1300-talet.[1]
- Triumfkrucifix från 1300-talet finns på östra långväggen.
- Predikstol med rokoko-ornament från 1794 är ett verk av Anders G Wadsten i samarbete med Z.Brun.
- Madonnabild, på västra långväggen, tillverkad i Nordtyskland i mitten av 1400-talet.Den omgivande glorian har troligen tillhört triumfkrucifixets ursprungliga ringkors.[1]
- Kyrkklockan i tornet med inskrift S MARIA K är omgjuten av Nils Andersson 1659. Texten är troligen hämtad från en äldre klocka. En tidigare klocka göts 1631 av en klockgjutare från Lübeck vid namn Hindrich Neiman.

## Bildgalleri

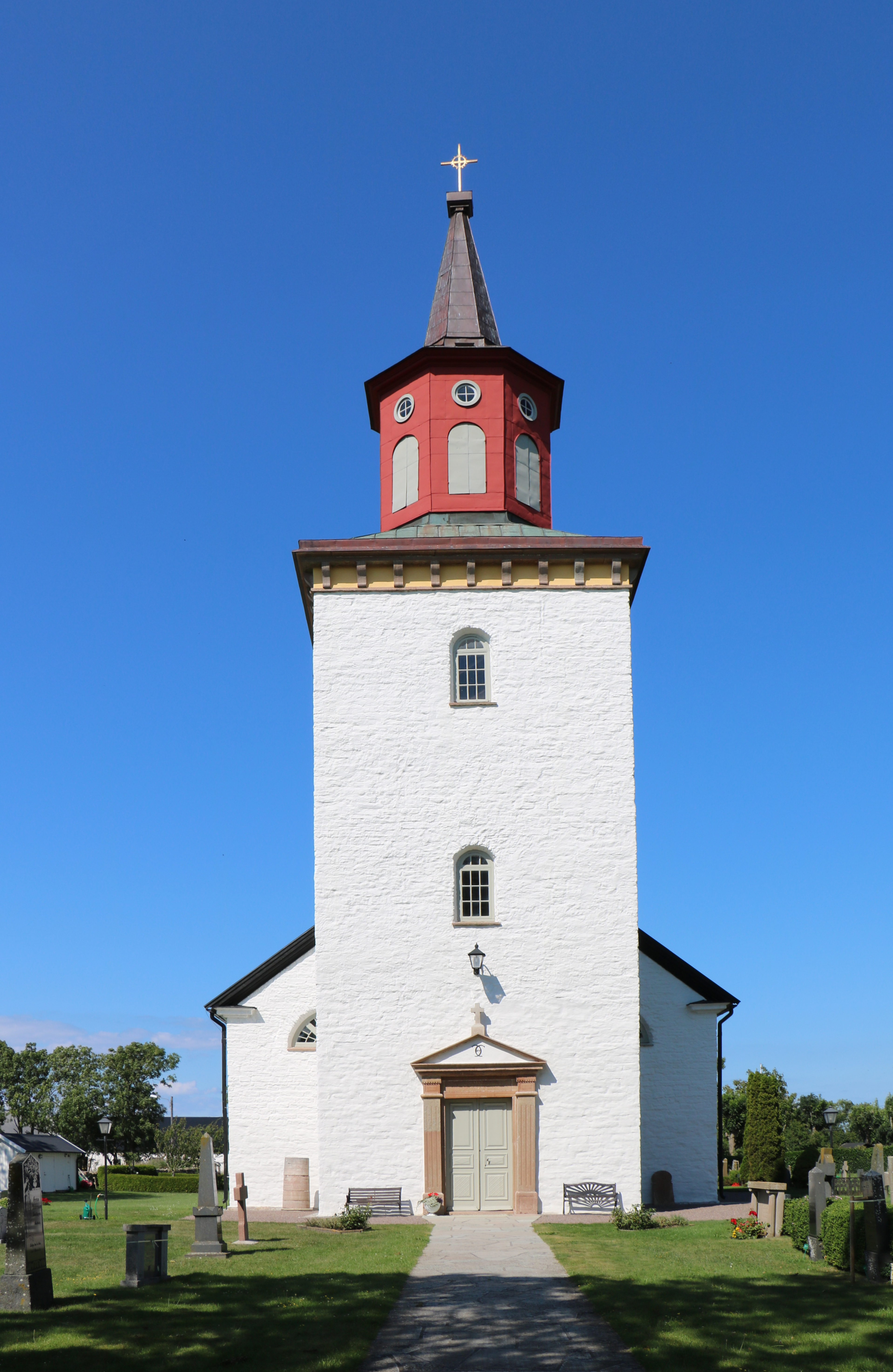
Kyrkan från söder
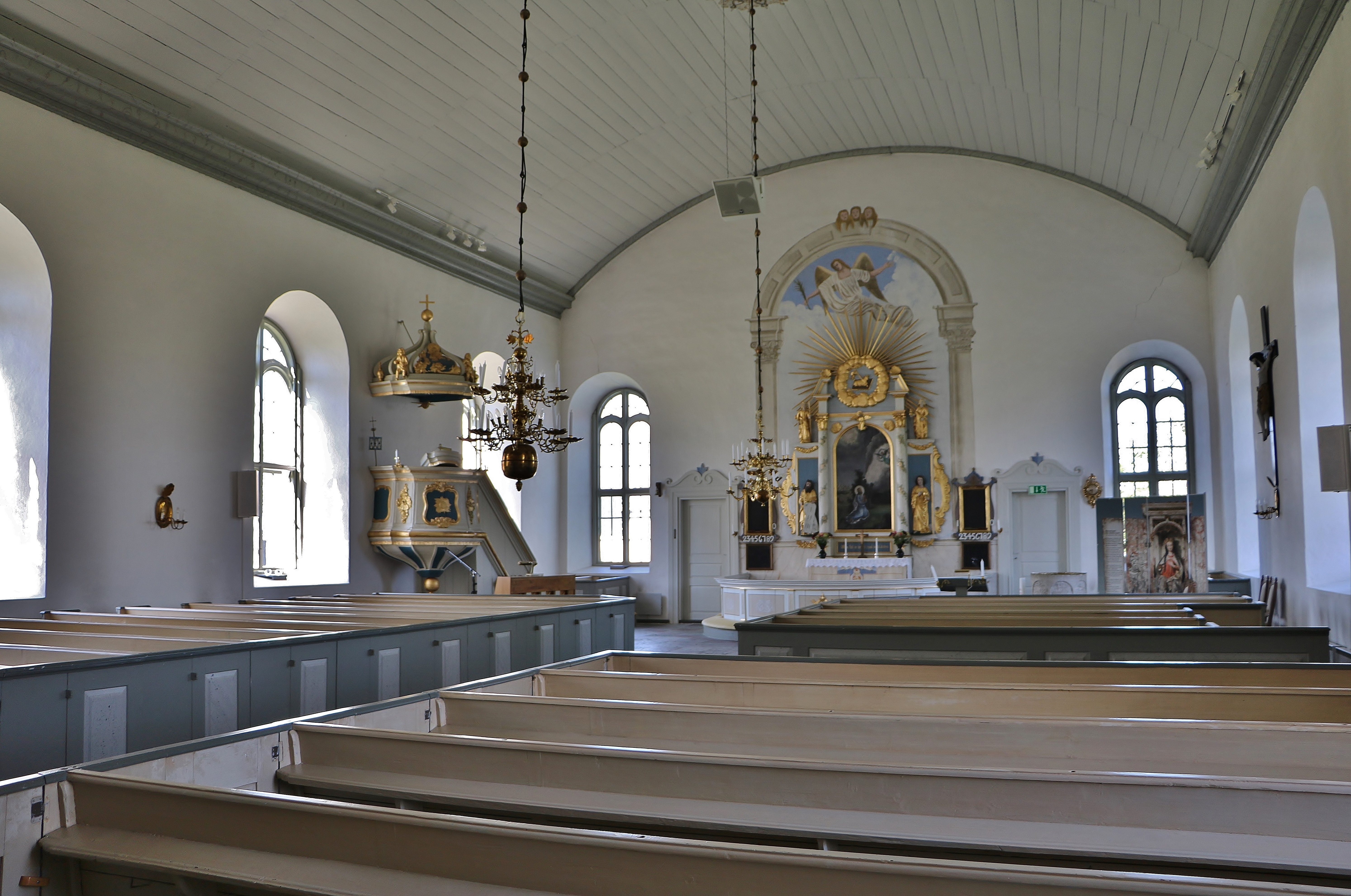
Interiör mot norr
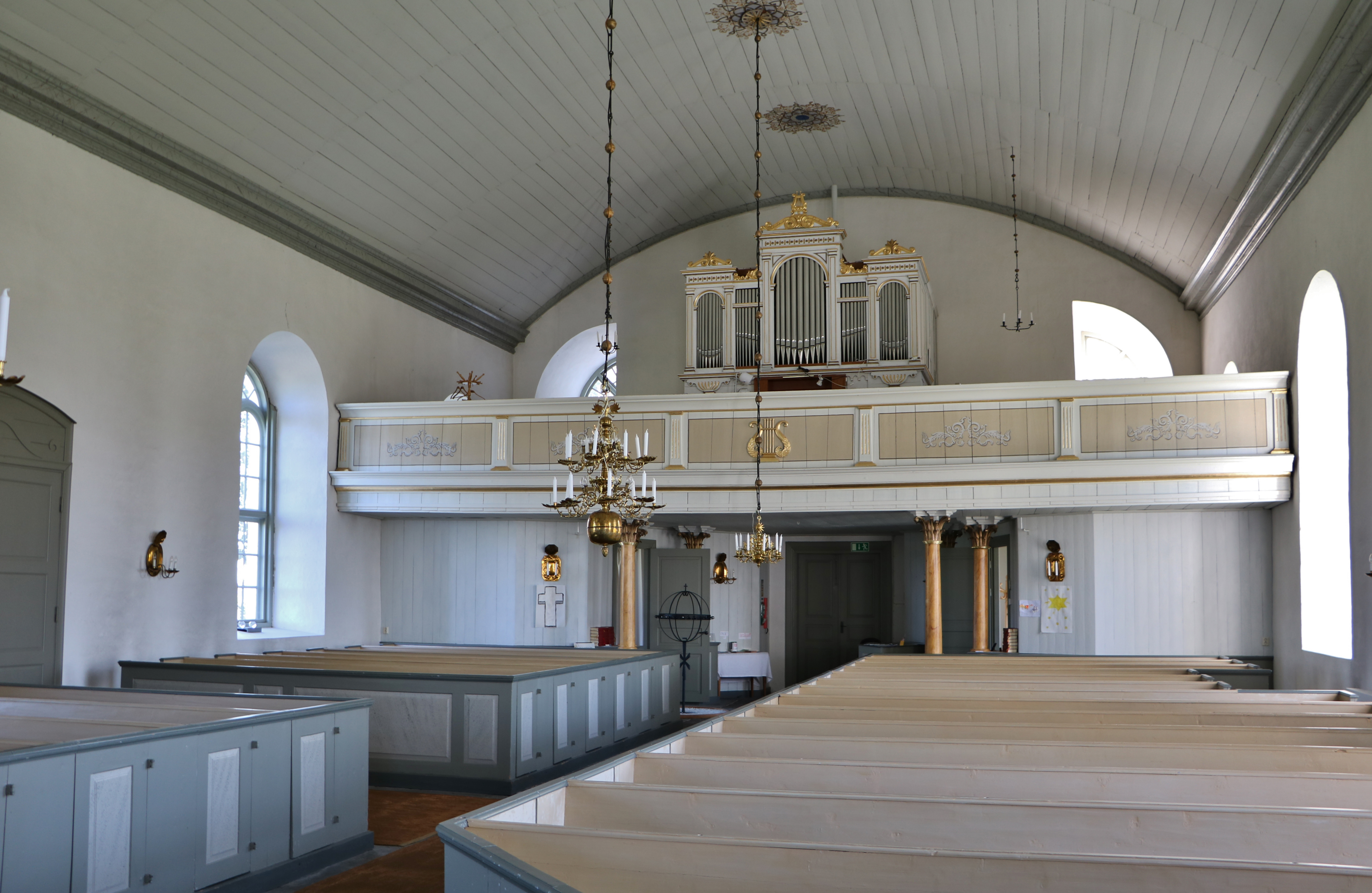
Interiör mot söder
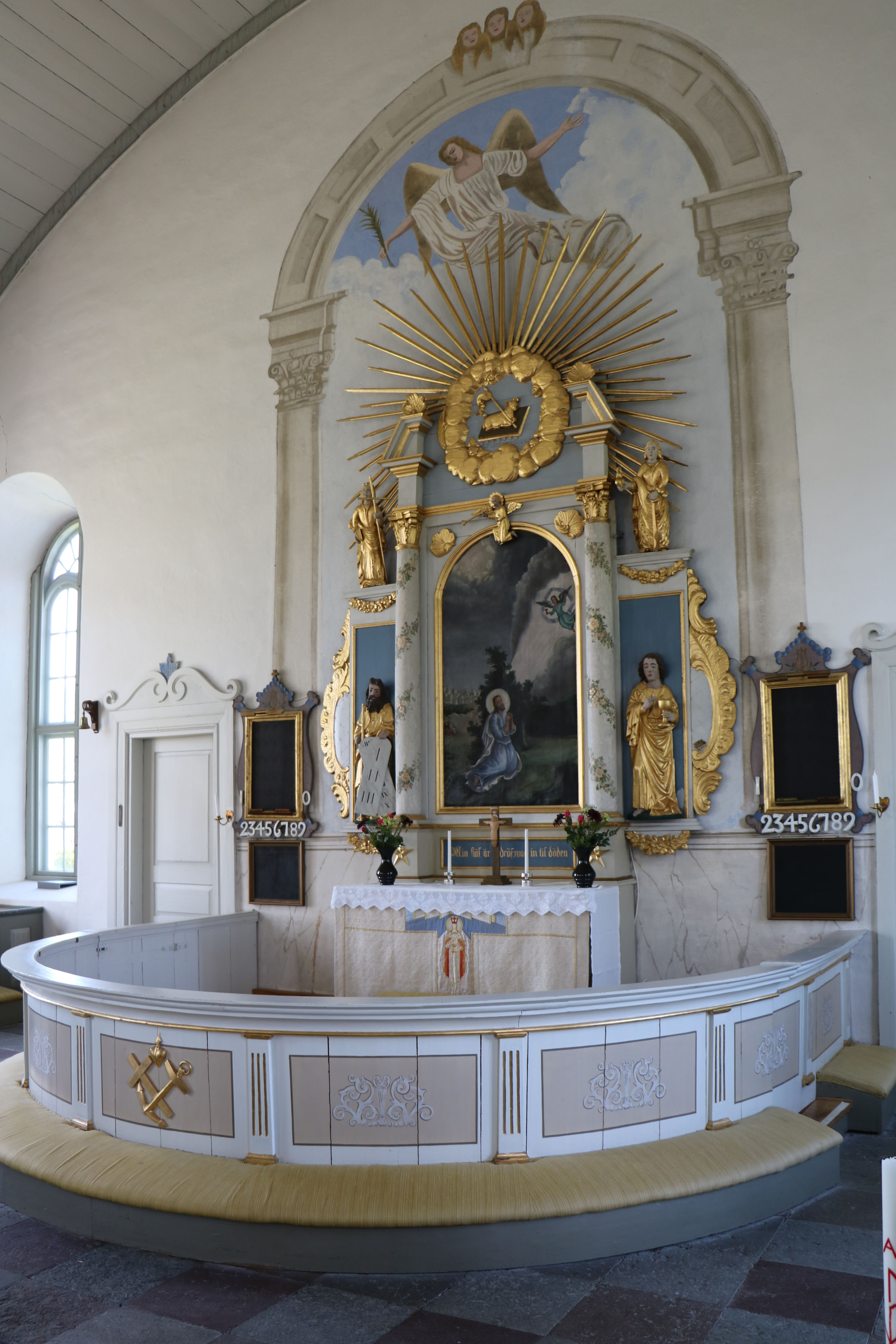
Koret
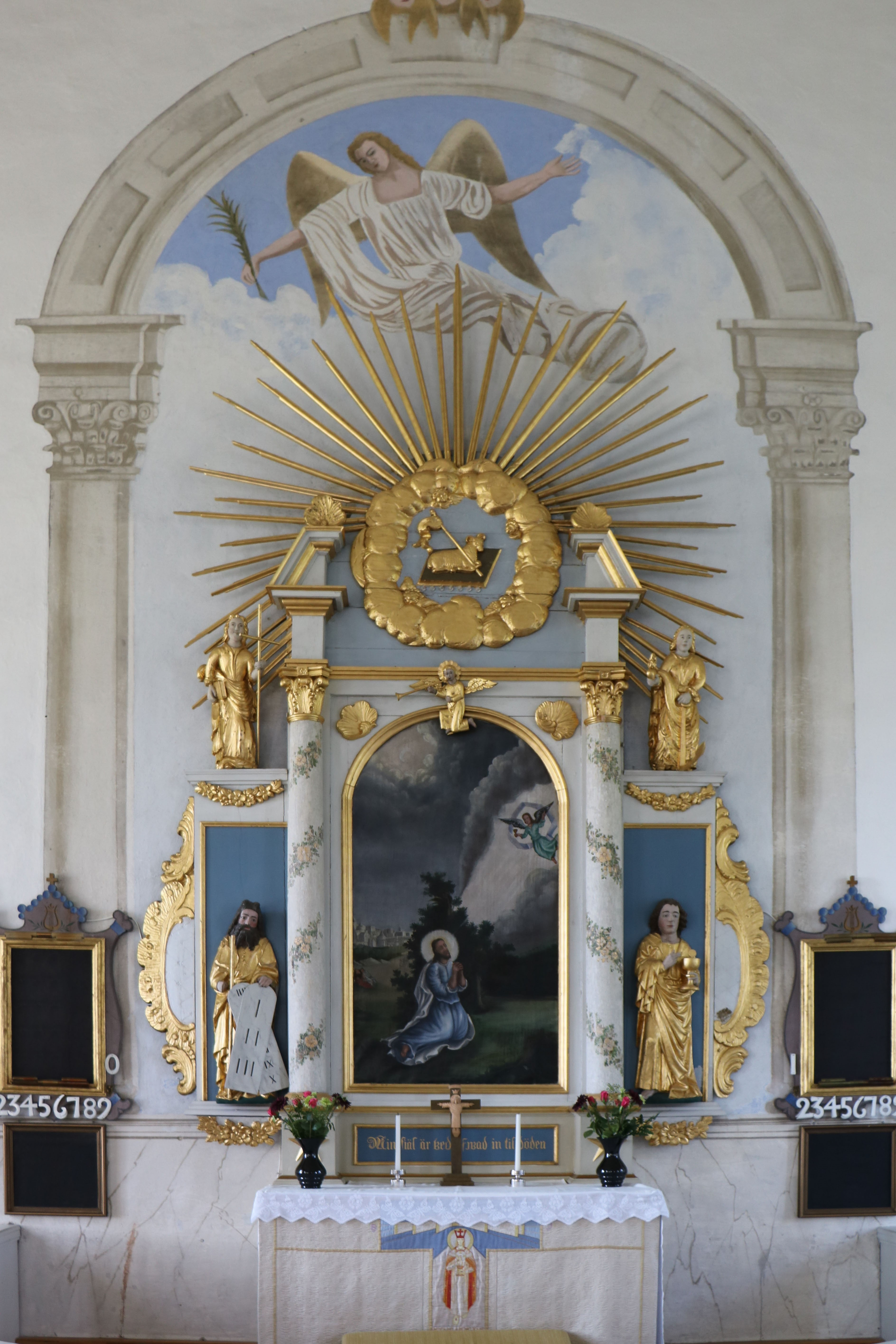
Altaruppsats utförd av A G Wadsten
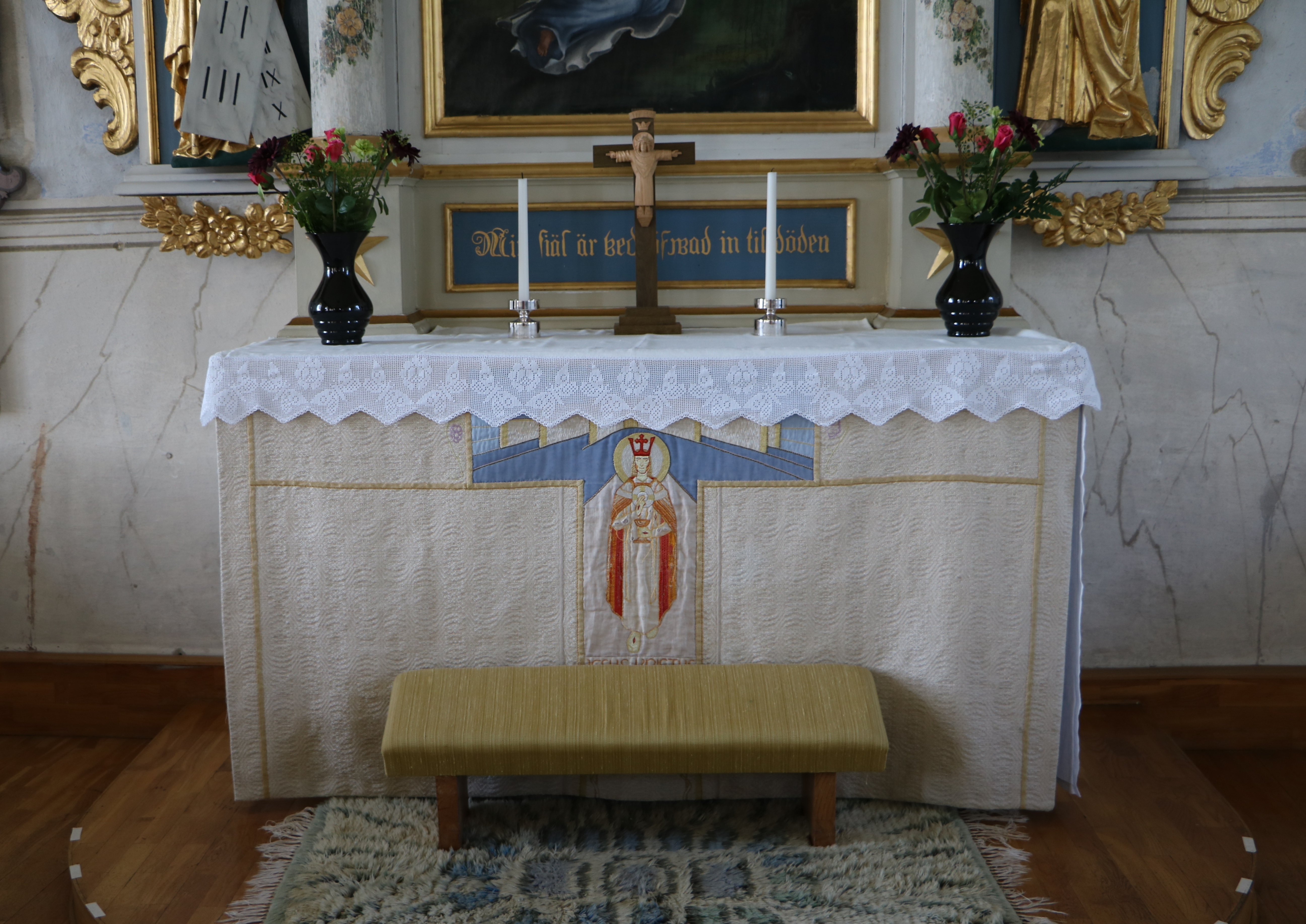
Altaret
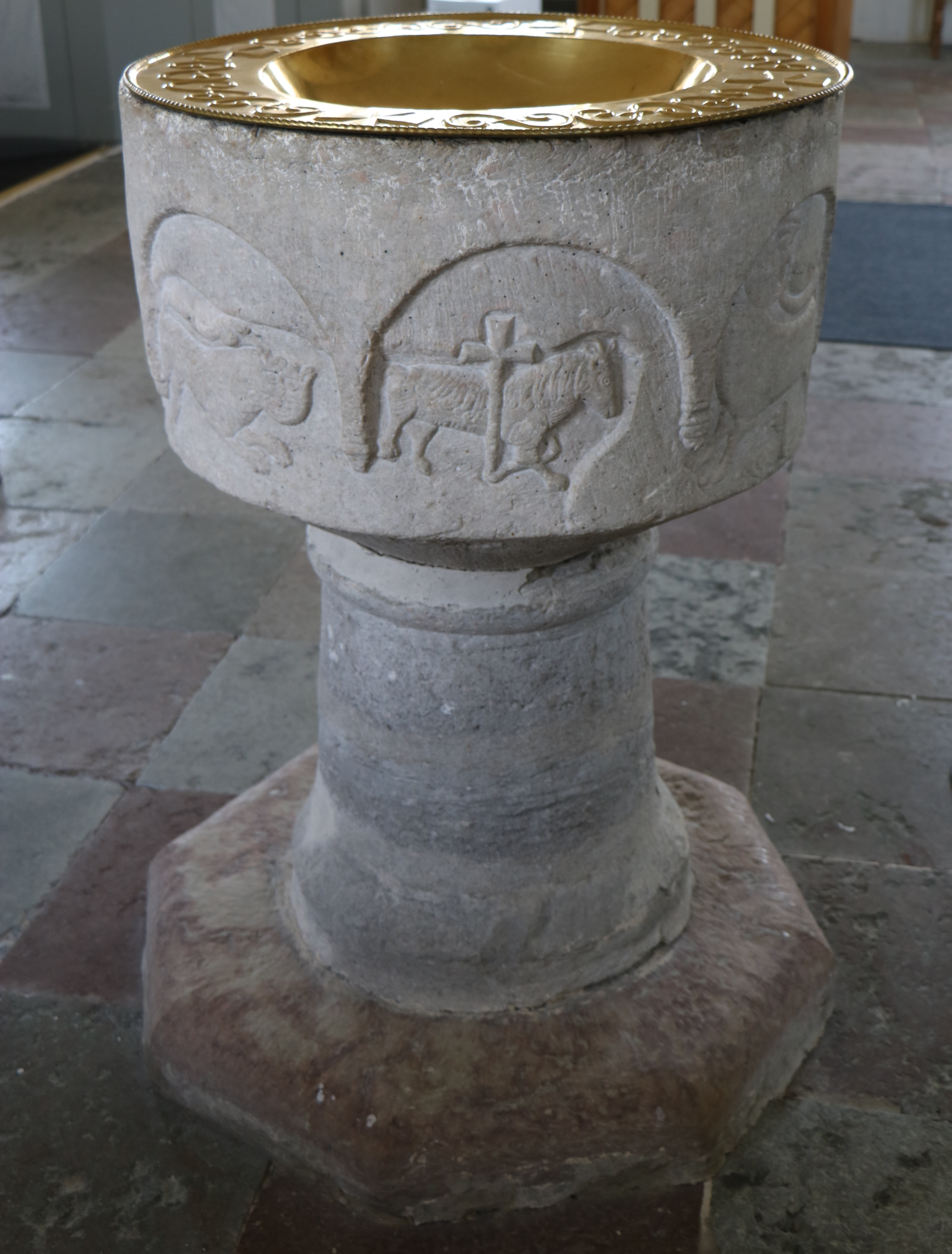
Dopfunten 1200-talet
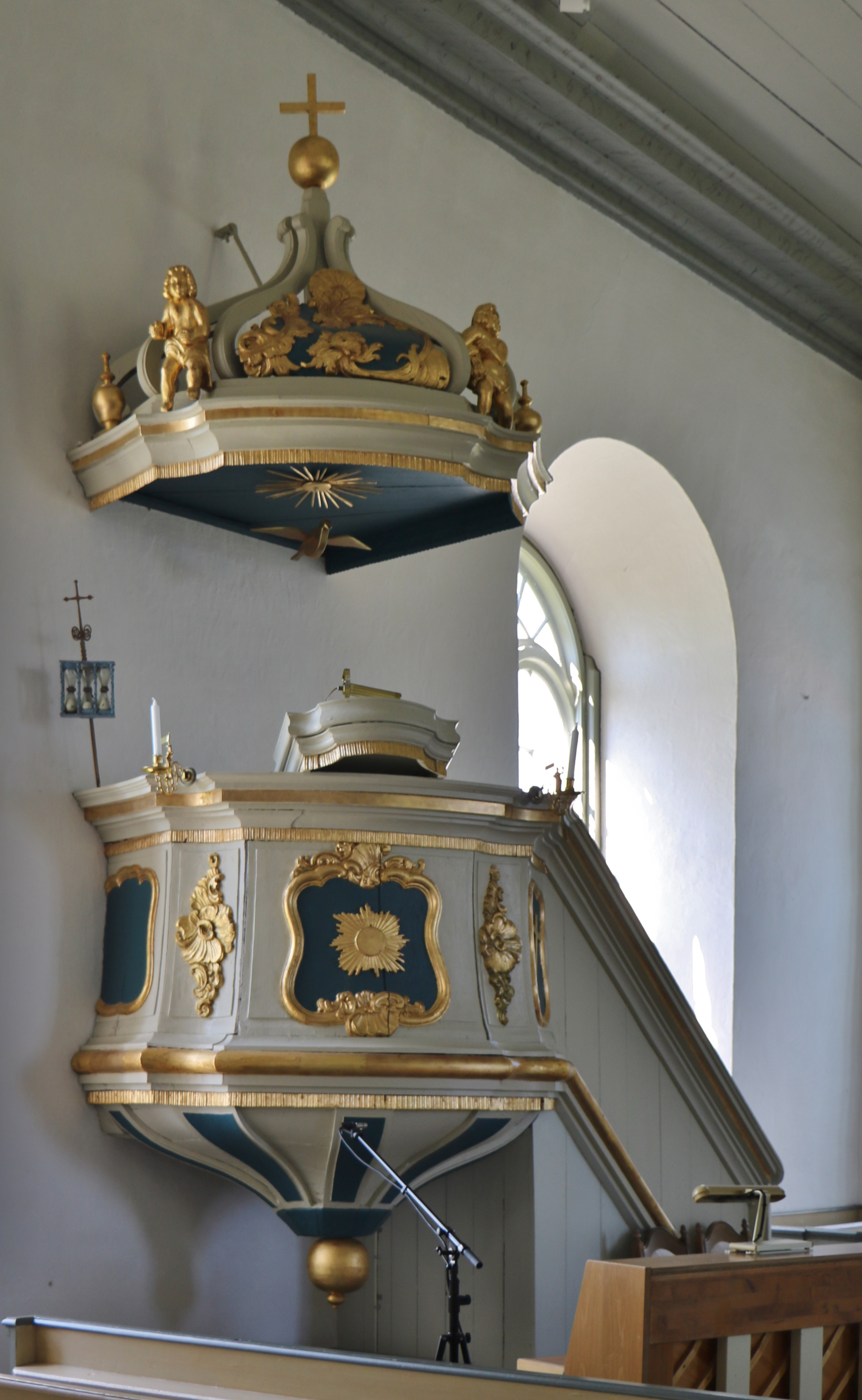
Predikstolen 1794
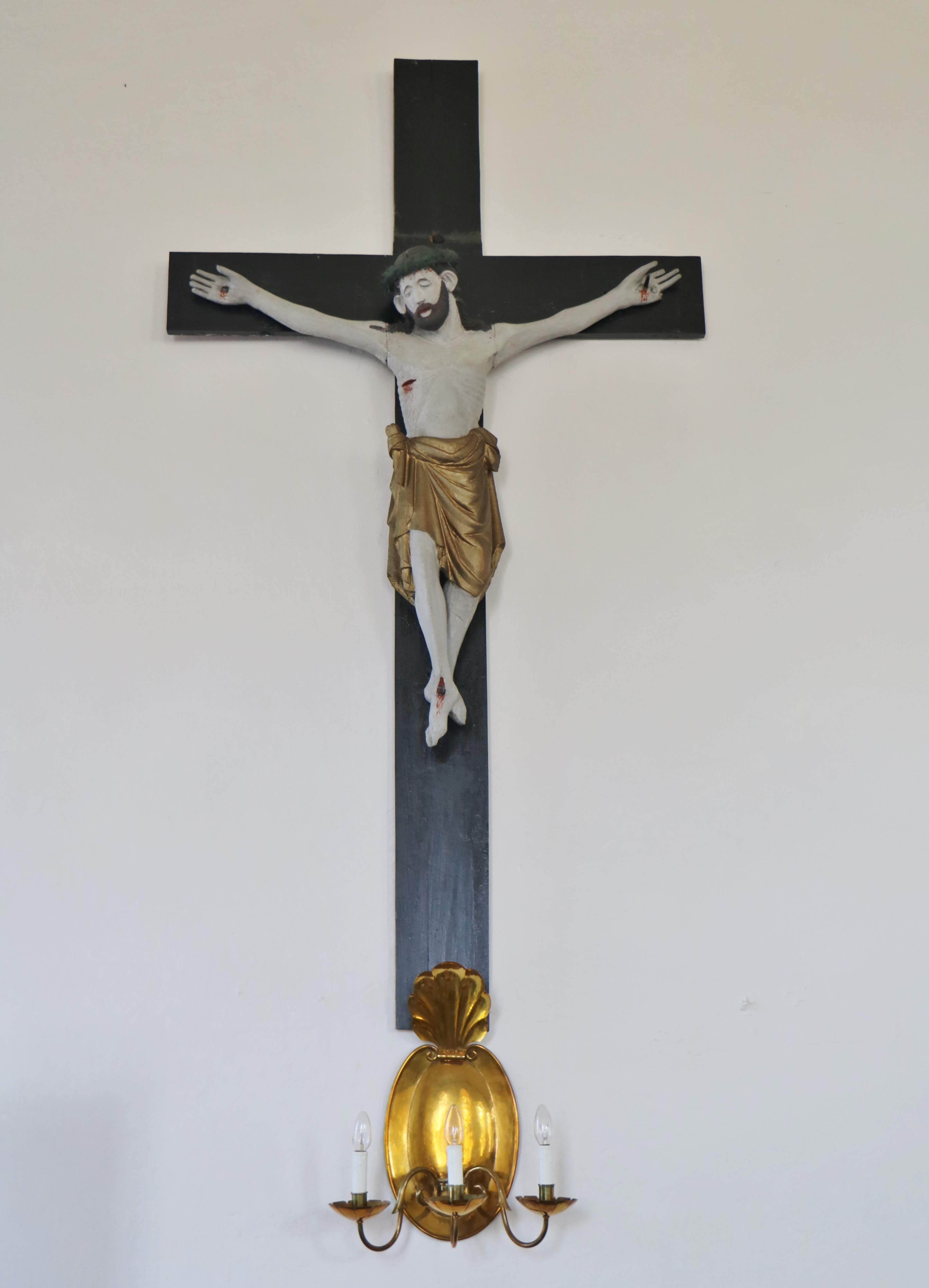
Triumfkrucifix 1300-talet

## Orgel

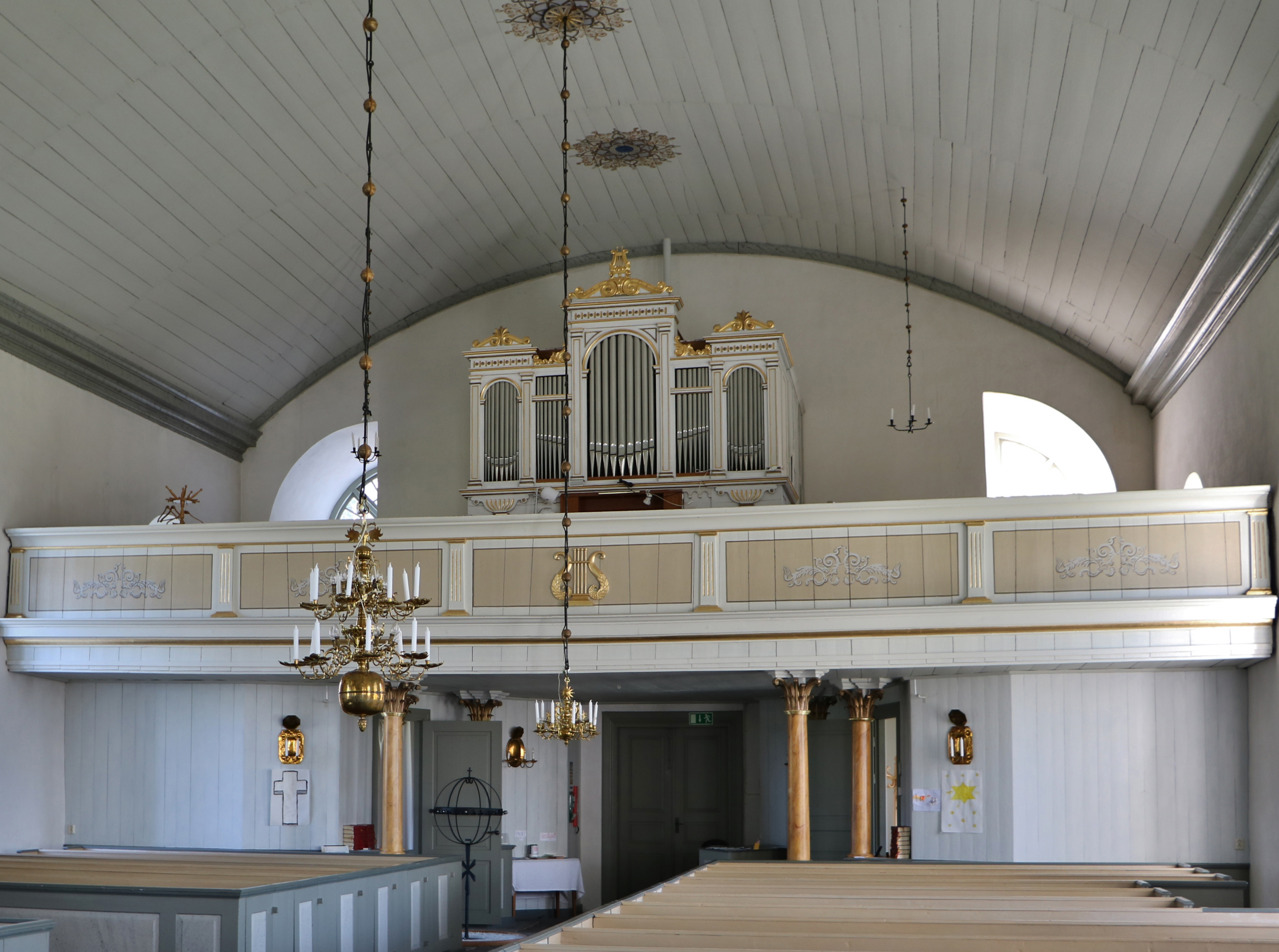
Läktarorgeln med Mankells fasad.

- 1870 uppförde Carl August Johansson, Hovmantorp, ett positiv i kyrkan med åtta stämmor. Fasaden från 1869 är ritad av O. A. Mankell. Orgeln avprovades den 14 oktober 1870 av domkyrkoorganist Anders Johan Johansson, Kalmar.[3]
- 1931 renoverades orgeln av firma Magnusson, Göteborg, varvid bl.a. tillkom ett crescendoskåp.
- 1964 tillverkade firma Olof Hammarberg, Göteborg, ett nytt helmekaniskt orgelverk med åtta stämmor på en manual och pedal bakom Mankells fasad.

Nuvarande disposition:
| Manual        | Pedal      | Koppel      |
| Gedakt 8’     | Subbas 16’ | Pedalkoppel |
| Fugara 8’     | Pommer 4’  |             |
| Principal 4’  |            |             |
| Flöjt 4’      |            |             |
| Oktava 2’     |            |             |
| Mixtur 3 chor |            |             |